# Манкин, Бржан
Бржан Ма́нкин (1900, а. № 3, Менгесерская волость, Петропавловский уезд, Акмолинская область, Российская империя — 1939) — советский партийный и государственный деятель, и. о. первого секретаря Южно-Казахстанского обкома обкомов ВКП (б) (1937—1938). Входил в состав особой тройки НКВД СССР.

## Биография
В 1922—1924 гг. — слушатель подготовительного отделения Киргизского педагогического техникума, в 1924 г. — слушатель Оренбургского рабочего факультета.
В 1924 г. — в газете «Бостандык туы» («Знамя свободы»), затем — секретарь редакции журнала «Жас казах» («Молодой казах»).
- 1928—1930 гг. — заведующий Казакской краевой школой подростков,
- 1930 г. — заведующий секретариатом Народного комиссариата просвещения Казакской АССР,
- 1930—1933 гг. — директор Алма-Атинского транспортного политехникума.
- 1933—1936 гг. — заведующий сектором, инструктор, заместитель промышленно-транспортным отделом Казакского краевого комитета ВКП(б),
- 1936—1937 гг. — второй секретарь Алма-Атинского городского комитета ВКП(б) — КП(б) Казахстана.
- май-октябрь 1937 г. — второй секретарь Карагандинского областного комитета КП(б) Казахстана. Этот период отмечен вхождением в состав особой тройки, созданной по приказу НКВД СССР от 30.07.1937 № 00447[1] и активным участием в сталинских репрессиях[2].
- октябрь-ноябрь 1937 г. — народный комиссар просвещения Казахской ССР,
- 1937—1938 гг. — и. о. первого секретаря Южно-Казахстанского областного комитета КП(б) Казахстана,
- 1938—1939 гг. — секретарь Алма-Атинского городского Совета.

## Завершающий этап
В апреле 1939 г. арестован. Покончил жизнь самоубийством.